# Ordre de bataille de l'Union de la bataille de l'Île numéro 10
Les unités de l'armée de l'Union et de la marine de l'Union et les commandants ont combattu lors de la bataille de l'Île numéro 10 au cours de la guerre de Sécession. L'ordre de bataille confédéré peut être trouvé ici.

## Abréviations utilisées

### Grade militaire
- MG = Major général
- BG = Brigadier général
- Col = Colonel
- Ltc = Lieutenant colonel
- Maj = Commandant
- Cpt = Capitaine
- Lt = Lieutenant

### Autre
- (b) = blessé
- mb = mortellement blessé
- † = tué

## Armée du Mississippi
Major général John Pope
- Adjudant général adjoint : commandant Speed Butler
- Inspecteur général adjoint : commandant John M. Corse
- Train de siège : capitaine Joseph A. Mower
- Directeur médical : chirurgien O. W. Nixon

| Division                          | Brigade                                                 | Régiments and autres |
| --------------------------------- | ------------------------------------------------------- | --- |
| 1st Division BG David S. Stanley  | 1st Brigade Col John Groesbeck 2k, 5w, 0m = 7           | - 27th Ohio : col John W. Fuller - 39th Ohio : Maj Edward Follansbee Noyes |
| 1st Division BG David S. Stanley  | 2nd Brigade Col J. L. Kirby Smith 0k, 5w, 0m = 5        | - 43rd Ohio : Maj Wager Swayne - 63rd Ohio : Col John W. Sprague |
| 2nd Division BG Schuyler Hamilton | 1st Brigade Col William H. Worthington 2k, 4w, 0m = 6   | - 59th Indiana : Col Jesse I. Alexander - 5th Iowa : Ltc Charles L. Matthies |
| 2nd Division BG Schuyler Hamilton | 2nd Brigade Col Miklós Perczel 0k, 0w, 0m = 0           | - 10th Iowa : Ltc William E. Small - 26th Missouri: Col George B. Boomer |
| 2nd Division BG Schuyler Hamilton | Artillery 1k, 0w, 0m = 1                                | - 11th Battery, Ohio Light Artillery : Cpt Frank C. Sands |
| 3rd Division BG John M. Palmer    | 1st Brigade Col James R. Slack 0k, 0w, 0m = 0           | - 34th Indiana : Col Townsend Ryan - 47th Indiana : Ltc Milton S. Robinson |
| 3rd Division BG John M. Palmer    | 2nd Brigade Col Graham N. Fitch 0k, 0w, 0m = 0          | - 43rd Indiana : Col William E. McLean - 46th Indiana : Ltc Newton G. Scott |
| 3rd Division BG John M. Palmer    | Cavalry 0k, 1w, 2m = 3                                  | - 7th Illinois Cavalry : Col William P. Kellogg |
| 4th Division BG Eleazar A. Paine  | 1st Brigade Col James D. Morgan 1k, 1w, 0m = 2          | - 10th Illinois : Ltc John Tillson - 16th Illinois : Col Robert F. Smith |
| 4th Division BG Eleazar A. Paine  | 2nd Brigade Col Gilbert W. Cumming 0k, 0w, 0m = 0       | - 22nd Illinois : Ltc Harrison E. Hart - 51st Illinois : Ltc Luther P. Bradley |
| 4th Division BG Eleazar A. Paine  | Cavalry Maj D.P. Jenkins 0k, 0w, 0m = 0                 | - Company H, 1st Illinois Cavalry - Company I, 1st Illinois Cavalry |
| 4th Division BG Eleazar A. Paine  | Sharpshooters 0k, 0w, 0m = 0                            | - 64th Illinois : Maj F. W. Matteson |
| 5th Division BG Joseph B. Plummer | 1st Brigade Col John Bryner 0k, 0w, 0m = 0              | - 47th Illinois : Ltc Daniel L. Miles - 8th Wisconsin : Ltc George W. Robbins |
| 5th Division BG Joseph B. Plummer | 2nd Brigade Col John M. Loomis 0k, 0w, 0m = 0           | - 26th Illinois : Ltc Charles J. Tinkham - 11th Missouri : Ltc William E. Panabacker |
| 5th Division BG Joseph B. Plummer | Artillery 0k, 0w, 0m = 0                                | - Battery M, 1st Missouri: Cpt Albert M. Powell |
| Reporting directly                | Cavalry Division BG Gordon Granger 0k, 1w, 2m = 3       | - 2nd Michigan Cavalry : Ltc Seldon H. Gorham - 3rd Michigan Cavalry : Ltc Robert H. G. Minty |
| Reporting directly                | Artillery Division Maj Warren L. Lothrop 1k, 0w, 0m = 1 | - 2nd Battery Iowa Artillery : Cpt Nelson T. Spoor - 5th Battery, Wisconsin Artillery : Cpt Oscar F. Pinney - 6th Battery, Wisconsin Artillery : Cpt Henry Dillon - 7th Battery, Wisconsin Artillery : Cpt Richard R. Griffiths - Battery C, 1st Michigan Artillery : Cpt A. W. Dees - Battery H, 1st Michigan Artillery : Cpt Samuel DeGolyer - Battery C, 1st Illinois Artillery : Cpt Charles Houghtaling - Battery F, 2nd U.S. Artillery: Lt John Darling |
| Reporting directly                | Unattached                                              | - Engineer Regiment of the West: Col Josiah Bissell - 22nd Missouri Infantry Regiment: Ltc John D. Foster - 2nd Iowa Cavalry Regiment : Col Washington L. Elliott - 4 Companies, 2nd Illinois Cavalry : Ltc Harvey Hogg - 3 Companies, 4th U.S. Cavalry: Ltc M. J. Kelly - 6 Companies, 1st U.S. Infantry: Cpt George A. Williams |
| Reporting directly                | Floatilla Brigade Col Napoleon B. Buford                | - 27th Illinois : Ltc Fazilo A. Harrington - 42nd Illinois : Col George W. Roberts - 15th Wisconsin : Col Hans C. Heg - Battery I, 2nd Illinois Light Artillery : Cpt Arthur O'Leary - Battery G, 1st Missouri Light Artillery : Cpt Frederick Sparrestrom |

## Flottille occidentale de la marine de l'Union
Commandant de la flottille Andrew H. Foote
17k, 34w, 3m = 54
| Bâtiment                                             |
| ---------------------------------------------------- |
| USS Benton Capitaine de corvette Seth L. Phelps      |
| USS Mound City capitaine de frégate Auguste H. Kilty |
| USS Carondelet capitaine de frégate Henry Walke      |
| USS Cincinnati capitaine de frégate R. N. Stembel    |
| USS St. Louis Lt Leonard Paulding                    |
| USS Pittsburg Lt Egbert Thompson                     |